# Clione limacina
Clione limacina of gewone vlerkslak is een slakkensoort uit de familie van de Clionidae. De wetenschappelijke naam van de soort werd voor het eerst geldig gepubliceerd in 1774 door Phipps.
Deze soort is onderdeel van het plankton in de ijskoude Arctische zeeën.